# Köztársaság Háza
A Köztársaság Háza (baskír nyelven Республика Йорто, Respublica Yorto) Baskíria kormányának, államfőjének és alkotmánybíróságának székhelye. Az ország fővárosában, Ufában található, a Tukaeva utca 46. szám alatt.
Az ötszintes téglaépület épület 1979-ben épült. Négyszögletes alaprajzú, 105 m hosszú és 95 m széles. Az épületben található a pénzügyminisztérium és a gazdasági fejlődésért felelős minisztérium is.

## Fordítás
- Ez a szócikk részben vagy egészben  a   Republic House, Bashkortostan című angol Wikipédia-szócikk ezen változatának fordításán alapul.  Az eredeti cikk szerkesztőit annak laptörténete sorolja fel. Ez a jelzés csupán a megfogalmazás eredetét és a szerzői jogokat jelzi, nem szolgál a cikkben szereplő információk forrásmegjelöléseként.